# Aktiv Kreditsikring
Aktiv Kreditsikring (AKS) er et begreb som man oftest støder på i inkasso. AKS er et system som går ind og overvåger bestemte personer eller virksomheder som er dårlige betalere (debitorer). AKS oppereres af Experian A/S - som også styrer RKI - og bruges derfor af de fleste inkassobureauer, så de dermed kan overvåge deres debitorer.
Systemet køres internt på inkassobureauets egne servere - typisk om natten, så informationerne er tilgængelige om dagen - og debitorer som skal være i AKS, skal tilføjes manuelt.
AKS giver således inkassobureauerne adgang til at kunne abonnere på debitorernes informationer, og derefter kunne få besked når vedkommende skifter adresse, navn, telefonnummer, m.v.
Oplysningerne findes desuden ved hjælp af det online CPR- og CVR-register.